# جون بيلينغتون
جون بيلينغتون (بالإنجليزية: John Billington)‏ هو مستكشف أمريكي، ولد في 1580 في لنكولنشاير في المملكة المتحدة، وتوفي في 30 سبتمبر 1630 في بليموث في الولايات المتحدة بسبب شنق.